# روي باترسون
روي باترسون (بالإنجليزية: Roy Patterson) هو لاعب كرة قاعدة أمريكي، ولد في 17 ديسمبر 1876 في ستودارد في الولايات المتحدة، وتوفي في 14 أبريل 1953 في St. Croix Falls, Wisconsin ‏ في الولايات المتحدة.

## وصلات خارجية
- روي باترسون على موقعبيزبول رفرنس.كوم (الدوري الرئيسي) (الإنجليزية)
- روي باترسون على موقعبيزبول رفرنس.كوم (الدوري الثانوي) (الإنجليزية)
- روي باترسون على موقع جمعية أبحاث البيسبول الأمريكية (الإنجليزية)